# Олопаде, Олуфунмилайо
Олуфунмилайо Олопаде (Olufunmilayo (Funmi) I. Olopade; род. 1957, Нигерия) — американский ученый-медик нигерийского происхождения, онколог-гематолог и клиницист, специалист в области генетики рака и по раку молочной железы. Доктор медицины (1980), заслуженный сервис-профессор Чикагского университета, где трудится с 1986 года; член Национальных Академии наук (2021) и Медицинской академии (2008) США, а также Американского философского общества (2011). Макартуровский стипендиат (2005).

## Биография
Родилась и получила образование в Нигерии. Она была пятой в семье с шестью детьми.
Степень доктора медицины получила в Ибаданском университете в 1980 году.
С 1983 года в США.
С 1986 года в штате Чикагского университета, где ныне именной заслуженный сервис-профессор (Walter L. Palmer Distinguished Service Professor) медцентра. С 1989 по 1991 год являлась постдоком в лаборатории Дженет Роули.
Член Американской академии искусств и наук (2010), фелло Академии Американской ассоциации исследований рака (2013). Член ASCO с 1990 года (фелло с 2010).
Удостоилась почетных степеней от шести университетов, в частности Принстона. Другие награды и отличия:
- ASCO Young Investigator Award
- James S. McDonnell Foundation Scholar Award (1992)
- Doris Duke Distinguished Clinical Scientist Award (2000)
- Стипендия Макартура (2005)
- AACR-Minorities in Cancer Research Jane Cooke Wright Lecture (2006)[5]
- AACR Distinguished Lectureship on the Science of Cancer Health Disparities (2011)
- Four Freedoms Award[англ.] (2015)
- Mendel Medal, Университет Вилланова (2017)
- William L. McGuire Memorial Lecture Award (2021)[6]

Офицер Ордена Нигера (2012).
Замужем, есть дети.